# Call of the Mastodon
Call of the Mastodon är ett samlingsalbum med det amerikanska progressiv metal/sludge metal-bandet Mastodon, utgivet 7 februari 2006 av skivbolaget Relapse Records. Albumet innehåller tidiga låtar av bandet. Fem av nio spår är remixade och remastrade spår från bandets första EP, Lifesblood, från 2001. De andra låterna verkar vara från samma inspelning, och finnas på en självbetitlad demo från 2000.

## Låtlista
1. "Shadows That Move" – 3:36
2. "Welcoming War" – 2:47
3. "Thank You for This" – 1:39
4. "We Built This Come Death" – 2:06
5. "Hail to Fire" – 2:00
6. "Battle at Sea" – 4:14
7. "Deep Sea Creature" – 4:40
8. "Slickleg" – 3:31
9. "Call of the Mastodon" – 3:39

All låtar skrivna av Mastodon.

## Medverkande
Musiker (Mastodon-medlemmar)
- Brann Dailor – trummor, sång (spår 6)[4]
- Brent Hinds – gitarr, sång
- Bill Kelliher – gitarr
- Troy Sanders – basgitarr, sång
- Eric Saner – sång (några sånger)

Produktion
- Matt Washburn – producent, ljudtekniker, ljudmix, mastering
- Paul Romano – omslagskonst